# James Casey
James Casey (Belfast, 1944 - 27 de desembre del 2020) fon un historiador irlandés, especialitzat en història moderna i en el segle XVII valencià.
Doctorat a Cambridge el 1968, el 1970 comença la seua llabor com a professor a professor a la Universitat d’East Anglia. El 1979 publica The Kingdom of Valencia in the Seventeenth Century. El 2004 fon investit doctor honoris causa per la Universitat de València.